# Srbijanska vaterpolska reprezentacija
Srbijanska vaterpolska reprezentacija predstavlja državu Srbiju u sportu vaterpolu. Nastala je nakon izdvajanja crnogorskih reprezentativaca iz srpsko-crnogorske vaterpolske reprezentacije
Srbijanska reprezentacija ostvarila je potpunu premoć u 2014. godini. Osvojila je sva natjecanja (svjetsku ligu, europsko prvenstvo i svjetski kup) i u svim je završnicama bila bolja od Mađarske. Bez poraza je privela kraju svjetsku ligu uz uvjerljivo slavlje u završnici (10:6). Na europskom prvenstvu u Budimpešti imala je samo jedan poraz, u skupini od Mađarske (8:6), te jedan remi, u skupini protiv Hrvatske (8:8). U završnici su nadigrali domaćina (12:7). Na svjetskom kupu priredila je senzaciju sa znatno pomlađenim sastavom svladavši na peterce u završnici Mađarsku, a na cijelom natjecanju imala je sve pobjede. Tako Srbija u 2014. godini ima sve pobjede, jedan remi i jedan poraz.
Srbija je također dominantno osvojila i zlata na svim natjecanjima u 2015. godini. Nakon Europskih igara i Svjetske lige nadmoć je posebno iskazala na SP-u u Kazanju ostvarivši sve uvjerljive pobjede u skupini, u četvrtzavršnici nadjačavši SAD 12:7, u poluzavršnici potopivši Italiju 10:6 te u završnici razbivši Hrvatsku 11:4.
- FINA-ina ljestvica: 1. mjesto (24. travnja 2013.)

## Nastupi na velikim natjecanjima

### Olimpijske igre
- 2008.:  bronca
- 2012.:  bronca
- 2016.:  zlato
- 2020.:  zlato
- 2024.:  zlato

### Svjetska prvenstva
Srbija se na SP-u 2013. prvi put nije uspjela plasirati u poluzavršnicu. U četvrtzavršnici bolja je bila Crna Gora 9:8. Ni SRJ/SCG nikada nije ispala prije poluzavršnice. Najveći neuspjeh dogodio se kad se mislilo da su najjači. U sezoni prije prvenstva Crvena zvezda bila je europski prvak, Partizan četvrti u Europi, a kragujevački Radnički osvojio je Kup LEN. Svjetsku ligu su osvojili bez ijednog poraza, razbivši u završnici Mađarsku 12:7. Na SP-u na kojem su bili najveći favoriti ostvarili su najveći neuspjeh u povijesti nastupa na svjetskim prvenstvima.
- 2007.: 4. mjesto
- 2009.:  zlato
- 2011.:  srebro
- 2013.: 7. mjesto
- 2015.:  zlato
- 2017.:  bronca
- 2019.: 5. mjesto
- 2022.: 5. mjesto

### Svjetski kupovi
- 2010.:  zlato
- 2014.:  zlato
- 2018.:  bronca

### Svjetske lige
- 2007.:  zlato
- 2008.:  zlato
- 2009.:  srebro
- 2010.:  zlato
- 2011.:  zlato
- 2012.: nisu sudjelovali
- 2013.:  zlato
- 2014.:  zlato
- 2015.:  zlato
- 2016.:  zlato
- 2017.:  zlato
- 2019.:  zlato

### Europska prvenstva
- 2006.:  zlato
- 2008.:  srebro
- 2010.:  bronca
- 2012.:  zlato
- 2014.:  zlato
- 2016.:  zlato
- 2018.:  zlato
- 2020.: 5. mjesto
- 2022.: 9. mjesto

### Europski kupovi
- 2018.: 4. mjesto
- 2019.: 6. mjesto

### Mediteranske igre
- 2009.:  zlato
- 2013.: 6. mjesto
- 2018.:  zlato

## Sastavi
(OI 2012.)
| Ime i prezime      | Klub        |
| ------------------ | ----------- |
| Slobodan Soro      | Partizan    |
| Aleksa Šaponjić    | Berkeley    |
| Živko Gocić        | Szolnok     |
| Vanja Udovičić     | bez kluba   |
| Dušan Mandić       | Partizan    |
| Slobodan Nikić     | bez kluba   |
| Duško Pijetlović   | Pro Recco   |
| Milan Aleksić      | Szolnok     |
| Nikola Rađen       | bez kluba   |
| Filip Filipović    | Pro Recco   |
| Andrija Prlainović | Pro Recco   |
| Stefan Mitrović    | Partizan    |
| Gojko Pijetlović   | Ferencváros |
| Dejan Udovičić     |             |

- SL 2013.: Branislav Mitrović, Aleksa Šaponjić, Živko Gocić, Vanja Udovičić, Nemanja Ubović, Slobodan Nikić, Milan Aleksić, Nikola Rađen, Filip Filipović, Dušan Mandić, Stefan Mitrović i Gojko Pijetlović; izbornik Dejan Savić

- SP 2019.: Dimitrije Rističević, Dušan Mandić, Viktor Rašović, Sava Ranđelović, Miloš Ćuk, Đorđe Lazić, Nemanja Vico, Radomir Drašović, Nikola Jakšić, Strahinja Rašović, Nikola Dedović, Ognjen Stojanović, Lazar Dobožanov; izbornik Dejan Savić

## Izbornici
- Dejan Udovičić (2006. – 2012.)
- Dejan Savić (2012. – )

## Poznati bivši reprezentativci
- Igor Milanović
- Aleksandar Šoštar
- Mirko Vičević
- Viktor Jelenić
- Predrag Zimonjić
- Veljko Uskoković (od 2006. se odlučio za Crnu Goru)
- Petar Trbojević
- Aleksandar Šapić
- Dejan Savić
- Vladimir Vujasinović
- Danilo Ikodinović
- Jugoslav Vasović
- Aleksandar Ćirić
- Denis Šefik